# Lergravsparken
Lergravsparken er en park i Sundbyøster i København. Parken ligger omgivet af Lergravsvej mod nord, Østrigsgade mod vest og Øresundsvej mod syd. Lergravsparken Station ligger i et hjørne af parken, mens folkeskolen Lergravsparkens Skole ligger lige vest for parken.

## Historie
Parken er opkaldt efter en række lergrave, der lå på stedet i det 19. århundrede. Den ældste del af parken er den tidligere Sundbyøster Remise, hvor remise her skal forstås som en lille gruppe træer eller buske, hvor vildt kunne søge ly. Sundby Vand- og Gasværker blev etableret øst for den nuværende park ved Strandlodsvej i 1898. Sundby Vandtårn blev bygget i 1900. Området hvor parken ligger i dag blev først udlagt som park i 1905, dengang med navnet Sundby Park eller Sundby Anlæg. Lergravsvejens Skole (senere Sundpark Skole og nu Lergravsparkens Skole) blev bygget på hjørnet af Østrigsgade og Lergravsvej i 1918.
Gasværket lukkede i 1937, og dets bygninger blev revet ned med undtagelse af det største og ældste gastårn, der forblev i brug men fjernstyret fra Valby Gasværk. I 1938 fik parken sit nuværende navn, og i den østlige ende byggedes tolv boligblokke med ældreboliger på det tidligere gasværks område. Under Anden Verdenskrig blev der bygget en system af bunkers i parken. Vandtårnet stod i parken, indtil det blev sprængt væk med dynamit i 1967. Gastårnet blev revet ned i 1972.
Fremme i nutiden ligger der en legeplads i den nordlige del af parken. Sundbyøster Remise kan stadig ses i et hjørne af parken, hvor det er omgivet af et ca. et meter højt stengærde. De tidligere bunkers er omdannet til øvelokaler for lokale musikere.

## Eksternes henvisninger
- Wikimedia Commons har flere filer relateret til Lergravsparken

55°39′42″N 12°37′08″Ø / 55.6617°N 12.6189°Ø